# (19783) Antoniromanya
(19783) Antoniromanya est un astéroïde de la ceinture principale.

## Description
(19783) Antoniromanya est un astéroïde de la ceinture principale. Il fut découvert le 27 août 2000 à Ametlla de Mar par Jaume Nomen. Il présente une orbite caractérisée par un demi-grand axe de 3,06 UA, une excentricité de 0,15 et une inclinaison de 2,4° par rapport à l'écliptique.

## Compléments